# Commonwealth Games 2022/Teilnehmer (Bermuda)
| Gelbes Symbol für Goldmedaillen mit stilisierten Olympischen Ringen | Graues Symbol für Silbermedaillen mit stilisierten Olympischen Ringen | Braundes Symbol für Bronzemedaillen mit stilisierten Olympischen Ringen |
| ------------------------------------------------------------------- | --------------------------------------------------------------------- | ----------------------------------------------------------------------- |
| 1                                                                   | —                                                                     | 1                                                                       |

Bermuda nahm mit 17 Athleten (acht Männer und neun Frauen) an den Commonwealth Games 2022 teil. Es war die insgesamt 19. Teilnahme an den Commonwealth Games. Dage Minors und Emma Keane waren Bermudas Fahnenträger bei der Eröffnungsfeier.

## Teilnehmer nach Sportarten

### Leichtathletik
Laufen und Gehen
| Athleten     | Wettbewerb | 1. Runde    | 1. Runde | Halbfinale    | Halbfinale    | Finale        | Finale        | Rang |
| Athleten     | Wettbewerb | Zeit        | Rang     | Zeit          | Rang          | Zeit          | Rang          | Rang |
| ------------ | ---------- | ----------- | -------- | ------------- | ------------- | ------------- | ------------- | ---- |
| Männer       |            |             |          |               |               |               |               |      |
| Dage Minors  | 1500 m     | 3:46,67 min | 9        | ausgeschieden | ausgeschieden | ausgeschieden | ausgeschieden | 9    |
| Frauen       |            |             |          |               |               |               |               |      |
| Caitlyn Bobb | 400 m      | 53,97 s     | 4        | ausgeschieden | ausgeschieden | ausgeschieden | ausgeschieden | 20   |

Springen und Werfen
| Athleten            | Wettbewerb | Qualifikation | Qualifikation | Finale        | Finale        | Rang   |
| Athleten            | Wettbewerb | Weite/Höhe    | Rang          | Weite/Höhe    | Rang          | Rang   |
| ------------------- | ---------- | ------------- | ------------- | ------------- | ------------- | ------ |
| Männer              |            |               |               |               |               |        |
| Jah-Nhai Perinchief | Dreisprung | -             | -             | 16,92 m       | 3             | Bronze |
| Frauen              |            |               |               |               |               |        |
| Sakari Famous       | Hochsprung | 1,76 m        | 15            | ausgeschieden | ausgeschieden | 15     |
| Tiara Derosa        | Diskuswurf | -             | -             | 45,79 m       | 11            | 11     |

### Radsport

#### Straße
| Athleten          | Wettbewerb    | Zeit         | Rang |
| ----------------- | ------------- | ------------ | ---- |
| Männer            |               |              |      |
| Kaden Hopkins     | Straßenrennen | 3:32:23 h    | 14   |
| Nicholas Narraway | Straßenrennen | 3:38:11 h    | 64   |
| Conor White       | Straßenrennen | 3:37:08 h    | 31   |
| Kaden Hopkins     | Zeitfahren    | 50:00,27 min | 11   |
| Nicholas Narraway | Zeitfahren    | 53:34,82 min | 26   |
| Conor White       | Zeitfahren    | 50:52,19 min | 15   |
| Frauen            |               |              |      |
| Caitlyn Conyers   | Straßenrennen | DNS          | DNS  |
| Caitlyn Conyers   | Zeitfahren    | DNS          | DNS  |

### Squash
| Athleten   | Wettbewerb | 1.      | 1.       | 2. Runde    | 2. Runde | Achtelfinale  | Achtelfinale  | Viertelfinale | Viertelfinale | Halbfinale    | Halbfinale    | Finale        | Finale        | Rang |
| Athleten   | Wettbewerb | Gegner  | Ergebnis | Gegner      | Ergebnis | Gegner        | Ergebnis      | Gegner        | Ergebnis      | Gegner        | Ergebnis      | Gegner        | Ergebnis      | Rang |
| ---------- | ---------- | ------- | -------- | ----------- | -------- | ------------- | ------------- | ------------- | ------------- | ------------- | ------------- | ------------- | ------------- | ---- |
| Frauen     |            |         |          |             |          |               |               |               |               |               |               |               |               |      |
| Emma Keane | Einzel     | Freilos | Freilos  | G. Adderley | 0:3      | ausgeschieden | ausgeschieden | ausgeschieden | ausgeschieden | ausgeschieden | ausgeschieden | ausgeschieden | ausgeschieden | 17   |

### Schwimmen
| Athleten    | Wettbewerb          | Vorlauf     | Vorlauf | Halbfinale    | Halbfinale    | Finale        | Finale        | Rang |
| Athleten    | Wettbewerb          | Zeit        | Rang    | Zeit          | Rang          | Zeit          | Rang          | Rang |
| ----------- | ------------------- | ----------- | ------- | ------------- | ------------- | ------------- | ------------- | ---- |
| Männer      |                     |             |         |               |               |               |               |      |
| Jack Harvey | 50 m Rücken         | 26,88 s     | 25      | ausgeschieden | ausgeschieden | ausgeschieden | ausgeschieden | 25   |
| Jack Harvey | 100 m Rücken        | 57,31 s     | 20      | ausgeschieden | ausgeschieden | ausgeschieden | ausgeschieden | 20   |
| Jack Harvey | 200 m Rücken        | 2:05,93 min | 13      | -             | -             | ausgeschieden | ausgeschieden | 13   |
| Frauen      |                     |             |         |               |               |               |               |      |
| Emma Harvey | 50 m Rücken         | 29,38 s     | 12      | 29,27 s       | 12            | ausgeschieden | ausgeschieden | 12   |
| Emma Harvey | 100 m Rücken        | 1:04,17 min | 15      | 1:03,82 min   | 13            | ausgeschieden | ausgeschieden | 13   |
| Emma Harvey | 50 m Schmetterling  | 27,78 s     | 19      | ausgeschieden | ausgeschieden | ausgeschieden | ausgeschieden | 19   |
| Emma Harvey | 100 m Schmetterling | 1:02,27 min | 22      | ausgeschieden | ausgeschieden | ausgeschieden | ausgeschieden | 22   |
| Maddy Moore | 50 m Freistil       | 25,85 s     | 13      | 25,72 s       | 14            | ausgeschieden | ausgeschieden | 14   |
| Maddy Moore | 100 m Freistil      | 56,98 s     | 19      | ausgeschieden | ausgeschieden | ausgeschieden | ausgeschieden | 19   |
| Maddy Moore | 50 m Rücken         | 29,29 s     | 11      | 29,18 s       | 11            | ausgeschieden | ausgeschieden | 11   |
| Maddy Moore | 100 m Rücken        | 1:04,84 min | 19      | ausgeschieden | ausgeschieden | ausgeschieden | ausgeschieden | 19   |
| Maddy Moore | 50 m Schmetterling  | 27,33 s     | 14      | 27,42 s       | 16            | ausgeschieden | ausgeschieden | 16   |

### Triathlon
| Athleten                                               | Wettbewerb    | Zeit                                    | Rang |
| ------------------------------------------------------ | ------------- | --------------------------------------- | ---- |
| Männer                                                 |               |                                         |      |
| Tyler Smith                                            | Einzel        | 52:14 min                               | 13   |
| Frauen                                                 |               |                                         |      |
| Flora Duffy                                            | Einzel        | 55:25 min                               | Gold |
| Erica Hawley                                           | Einzel        | 58:29 min                               | 16   |
| Mixed                                                  |               |                                         |      |
| Tyler Smith Flora Duffy Tyler Butterfield Erica Hawley | Mixed-Staffel | 18:38 min 20:11 min 19:56 min 21:21 min | 7    |

| Athleten                                               | Wettbewerb    | Zeit pro Athlet (300 m Schwimmen, 5 km Radfahren, 3 km Laufen) | Gesamt    | Rang |
| ------------------------------------------------------ | ------------- | -------------------------------------------------------------- | --------- | ---- |
| Mixed                                                  |               |                                                                |           |      |
| Tyler Smith Flora Duffy Tyler Butterfield Erica Hawley | Mixed-Staffel | 18:38 min 20:11 min 19:56 min 21:21 min                        | 1:20:06 h | 7    |